# Siegfried Egger
Siegfried Egger (* 19. Jänner 1970 in Zell am Ziller) ist ein österreichischer Politiker (ÖVP) und Hotelier. Von 2013 bis 2018 war er Abgeordneter zum Tiroler Landtag.

## Ausbildung und Beruf
Egger besuchte zwischen 1976 und 1980 die Volksschule in Kirchberg in Tirol und zwischen 1980 und 1984 die örtliche Hauptschule. Er wechselte danach 1984 an die Hotelfachschule Villa Blanka in Innsbruck, die er 1987 als diplomierter Hotelkaufmann abschloss. Zudem legte er die Konzessionsprüfung für das Gastgewerbe ab. Er erwarb in der Folge Auslandspraxis und war bis 2003 als Küchenchef und gastronomischer Leiter im elterlichen Betrieb aktiv. Seit 2003 führt er das Hotel Alpenresidenz Adler. Neben seinem Beruf ist Egger auch als Lehrlingsausbilder aktiv und bildete sich zwischen 2001 und 2002 am Universitätslehrgang für Tourismus zum akademischen Tourismusmanager weiter.

## Politik und Funktionen
Egger wurde 2006 Obmann des Wirtschaftsbundes in Kirchberg in Tirol und vertrat die ÖVP zwischen 2009 und 2012 im Gemeinderat. Er ist stellvertretender Vorsitzender im  Bundesausbildungsausschuss für Tourismus und wurde 2010 Fachgruppenobmann Hotellerie der Tiroler Wirtschaftskammer. Er übernahm 2010 zudem die Funktion des Bezirksobmannstellvertreters im Wirtschaftsbund und ist seit 2013 Mitglied im Tourism-Board Tirol. Zudem ist Egger Aufsichtsratsmitglied im TVB Kitzbüheler Alpen und seit 2003 Vorstandsmitglied der Tiroler Wanderhotels. Er trat bei der Landtagswahl 2013 auf dem 6. Platz der ÖVP-Landesliste an und zog in der Folge in den Tiroler Landtag an, wo er am 4. Mai 2013 angelobt wurde. Er ist Bereichssprecher für Tourismus innerhalb des ÖVP Landtagsklubs. Er ist zudem Mitglied im Ausschuss für Rechts-, Gemeinde- und Raumordnungsangelegenheiten, Mitglied im Ausschuss für Wirtschaft, Tourismus und Technologie und war Mitglied im Ausschuss für Land- und Forstwirtschaft, Verkehr und Umwelt. Siegfried Egger saß in seiner Funktion als Tourismussprecher im Tirol Tourismboard und im Tourismusförderungsfond.  2015 wurde Siegfried Egger Fachverbands-Obmann der Hotellerie in der Wirtschaftskammer Österreich. Als FVB Obmann führte Egger die Kollektivvertragsverhandlungen der Hotellerie Österreich und hauptverantwortlich für die österreichische Sternekommission. Gleichzeitig vertrat er die österreichische Hotellerie in der europäischen HOTREC und der Hotelstars-Union. Seit 2015 ist er Beirat im Cluster Wellness Tirol der Standortagentur Tirol und bringt sich in die koordinierte Zusammenarbeit zwischen der Tourismus- und Wellnessbranche ein. 2018 legte Siegfried Egger sämtliche politischen und öffentlichen Ämter zurück. 